# Грб општине Велико Градиште
Велико Градиште користи нехералдички амблем.

## Опис грба
Основу овог грба чини јединствена композиција коју чине: штит са лентом, вертикалне тракасте пруге, талас Дунава и Пека, туристичко око, Пинкум и Рамска тврђава и део класа. Основна симболика предложеног решења представља савремену ликовну хералдичку стилизацију елемената потенцијала по којима је општина Велико Градиште препознатљива. 
Основа грба је штит са лентом и вертикалним пругама ликовно транспонованих са фасадне пластике спратних делова данашње зграде општине Велико Градиште, а некада Среског начелства. Предложено решење јесте одраз историјског и географског континуитета насеља и ширег окружења који датира од остатака античких насеља Пинкум и Ледерата па до туристичких потенцијала, пре свих оличених у Дунаву, Сребрном језеру и Пеку по којима се овај крај препознаје. 
Нови хералдички елементи по којима се овај крај препознаје, а у грбу морају да се нађу јесу: стилизовани плави талас Дунава, Сребрног језера и Пека (као основних карактеристика изласна подручја на реке Дунав и Пек), а тиме и основне географске посебности општине; круг који симболизује жуто (златно) око – симбол туристичког ока и погледа окружен стилизованим полукругом и зупцима који симболизују део основа римских и средњовековних утврђења Пинкума, Ледерате и Рамске тврђаве и стилизовани део жутог (златног) класа и плавих пруга којим се представља симбол пољопривреде и бразде по којима се такође овај крај препознаје у Србији.